# مجلس نواب باراغواي
مجلس نواب باراغواي (بالإنجليزية: Chamber of Deputies of Paraguay)‏ هو الهيئة التشريعية في باراغواي، ويتكون من 80 مقعداً، وتبلغ عدد دوائره الانتخابية 18 دائرة، وهو المجلس الأدنى في كونغرس باراغواي.

## طالع أيضًا
- كونغرس باراغواي